# Ponsonnas
Ponsonnas este o comună în departamentul Isère din sud-estul Franței. În 2009 avea o populație de 688 de locuitori.

## Evoluția populației
| An        | 1975 | 1982 | 1990 | 1999 | 2006 | 2009 |
| --------- | ---- | ---- | ---- | ---- | ---- | ---- |
| Populație | 475  | 530  | 571  | 583  | 658  | 688  |